# Chợ Major Ratchayothin
Major Ratchayothin (tiếng Thái:รัชโยธิน), là một chợ bán sỉ lớn nằm cạnh Cineplex Ratchayothin, gần cuối đường Phahonyothin Road thuộc quận Chatuchak, thủ đô Bangkok, Thái Lan. Đối diện chợ là tòa nhà  Con Voi, đây là chợ bán buôn quần áo rẻ, thời trang và phụ kiện thời trang. Từ Bangkok Metro của Phahon Yothin Station, đi khoảng 1 km là tới Central Plaza Lạt Phrao, gần nhà ga tàu điện ngầm gần nhất. Nếu đi bằng xe buýt, có thể đón tuyến 543 để đến chợ.